# Голкохвіст плямистоволий
Голкохвіст плямистоволий (Telacanthura ussheri) — вид серпокрильцеподібних птахів родини серпокрильцевих (Apodidae).

## Опис
Довжина птаха становить 14 см, вага 34 г. Плямистий, лускоподібний візерунок на горлі є особливістю плямстоволих голкохвостів (Telacanthura). Він формуєсься перами, які загалом світлі, але мають чорні края. Птах має коричневе забарвлення тіла, гузка біла. Представники підвиду T. u. sharpei майже чорні, представники підвиду T. u. benguellensis коричнюваті. Виду не притаманний статевий диморфізм.

## Поширення і екологія
Мешкає в Африці південніше Сахари. Плямистоволі голкокрильці живуть в сухих лісах, в яких переважають баобаби Adansonia digitata. В Західній Африці птах мешкає на рівнинах, однак в Східній Африці він живе на високогір'ях, на висоті до 2200 м над землею. Віддаж перевагу віддаленим від поселень місцям.

## Підвиди
Виділяють два підвиди:
- T. u. ussheri (Sharpe, 1870) (від Сенегалу до Нігерії);
- T. u. sharpei (Neumann, 1908) (від Камеруну і Габону через ДР Конго до Уганди);
- T. u. stictilaema (Reichenow, 1879) (південна Кенія, північно-східна і центральна Танзанія);
- T. u. benguellensis (Neumann, 1908) (від західної Анголи до Мозамбіку).